# صوت الجيل الجديد (برنامج تلفزيوني)
صوت الجيل الجديد هو برنامج مواهب في تلفزيون دبي تكونت لجنة تحكيمه من فارس كرم وأسماء لمنور وفايز السعيد  وأعدّه وأخرجه طوني قهوجي. وامتد على تسع حلقات وعُرضت الحلقة الأولى في 26 أبريل والحلقة الأخيرة في 14 يونيو. وبُث من منطقة الحازمية في شرقي بيروت.

## فكرة البرنامج
برنامج غنائي ترفيهي اسبوعي مباشر يبحث عن صوت الجيل الجديد، تقوم فكرته على منافسة قوية بين 12 صوت عربي يتنافسون في مجال الأغنية الشبابية الحديثة. يتميز بالروح الشبابية والنغم السريع للأغنية العربية والخليجية، هذا بالإضافة إلى وجود فريق استثنائي مكون من أربعة نجوم تميزوا بشعبيتهم في الوطن العربي للأغنية الشبابية .
ثلاثة من من أعضاء لجنة التحكيم فقط ( فايز، أسماء وفارس) سيرافقون المتسابقين على مدى تسع حلقات مباشرة يتبادلون معهم الخبرات والتوجيه الفعلي لطريق النجومية في هذا المجال، بالإضافة إلى مهمتهم المساهمة في تسهيل دور ضيف الحلقة باختيار المتسابقين الذين تميزوا بأدائهم في كل حلقة ليكونوا ضمن دائرة الحصانة، فثلاثة من بينهم فقط يختارهم ضيف الحلقة لينالوا الحصانة الكاملة من تصويت الجمهور لأسبوع واحد فقط ومن ثم يعودوا الأسبوع الذي يليه إلى أرض المعركة والتنافس من جديد على اللقب.
أما تحديد نجم البرنامج ومصيره فهي من مهام الجمهور من خلال التصويت الأسبوعي فالحصانة الأسبوعية قصيرة المدى وغير مضمونة. وفي الحلقة الأخيرة سيتوج نجم واحد فقط ليلقب بالجودلن مايك لعام 2015 ، ينال الفائز بالإضافة إلى اللقب جائزة مالية قدرها نصف مليون درهم إماراتي.

## لجنة التحكيم
لجنة التحكيم هي المسؤولة عن اختيار المتسابقين من بين جميع المرشحين، كما المسؤولة عن تقييم أداء الذي بقوا في المسابقة وإعطائهم النصائح والإرشادات اللازمة لكي يكون غنائهم أفضل في الحلقة التالية وليبقوا فترة أطول في البرنامج. اللجنة مؤلفة من ثلاثة فنانين كبار هم:
- فايز السعيد - مغني وملحن.
- أسماء لمنور - مغنية.
- فارس كرم - مغني.

## الموسم الأول (2015)
عرض الموسم الأول ما بين 26 أبريل 2015 حتى 14 يونيو 2015. والفائزون بالمراكز الثالثة هم:
| الفائز بالسباق | المركز الثاني | المركز الثالث |
| -------------- | ------------- | ------------- |
| شريف الصالح    | محمد فاروق    | عبد حلواني    |

وتم استضافة عدة نجوم عرب كبار للغناء في السهرات التي يتم الإعلان فيها عن المغادرين وتقديم النصائح والدعم. والضيوف هم: أصالة نصري ووائل كفوري والشاب خالد وأحلام ورامي عياش وعبد الله الرويشد وميريام فارس ولطيفة وصابر الرباعي.